# 이승규 (1939년)
이승규(李昇珪, 1939- )는 대한민국의 연출가이다. 충남 공주(公州)에서 태어났다. 중앙대학 연극영화과를 졸업하고 1965년 극단 '가교(架橋)' 창립동인으로 출발하여 십여년간 '가교'를 이끌었던 연출가이다. 동아연극상 신인연출상, 한국연극예술상 등의 수상 경력도 갖고 있는 그는 성극(聖劇)을 갖고 매년 전국 교도소를 순회공연하기도 한다. 그가 연출한 대표적인 작품으로는 <노부인의 방문> <불만의 도시> <방화범들> <실수연발> <유랑극단> <안티고네> <철부지들> <30일 간의 야유회> <시집가는 날> <아벨만의 재판> <끝없는 아리아> 등 20여편이며 기독교계통의 초청을 받아 <시집가는 날>을 가지고 동남아(4국) 순회공연도 가졌다. 또 성극을 가지고 전국 대도시에서 강습회를 가진 바 있다. 그의 연출은 매우 건실하며 정통적 수법을 추구하고 있다.